# Chích giày ống
Chích giày ống, tên khoa học Iduna caligata, là một loài chim trong họ Acrocephalidae.

## Hình ảnh

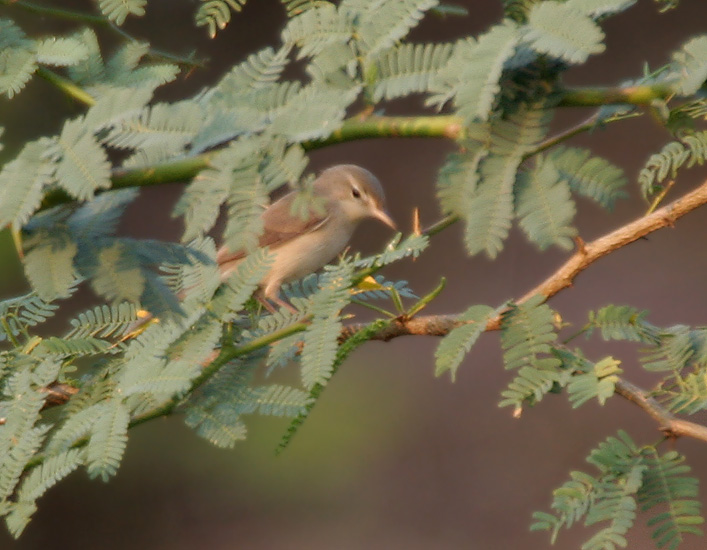
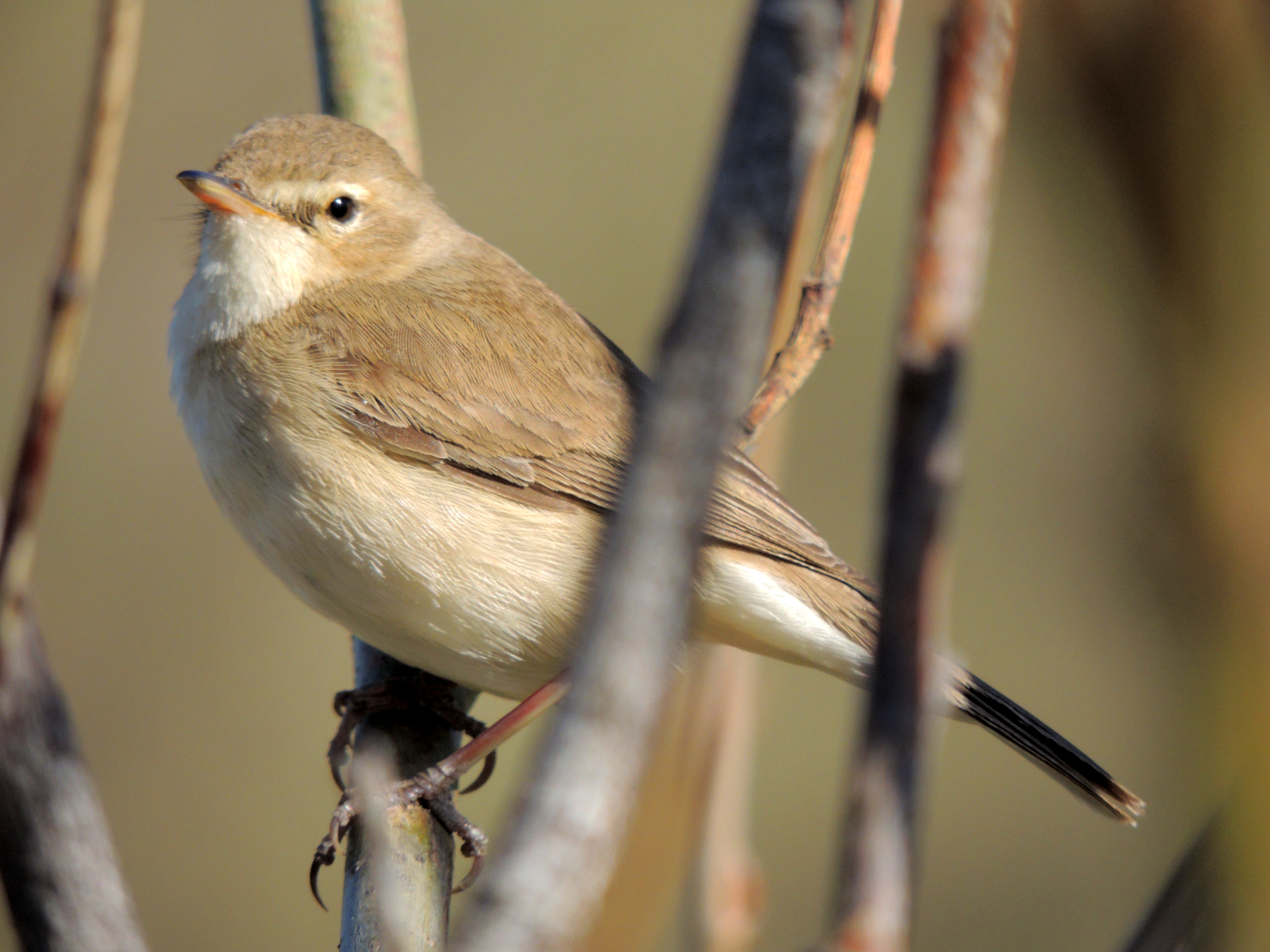
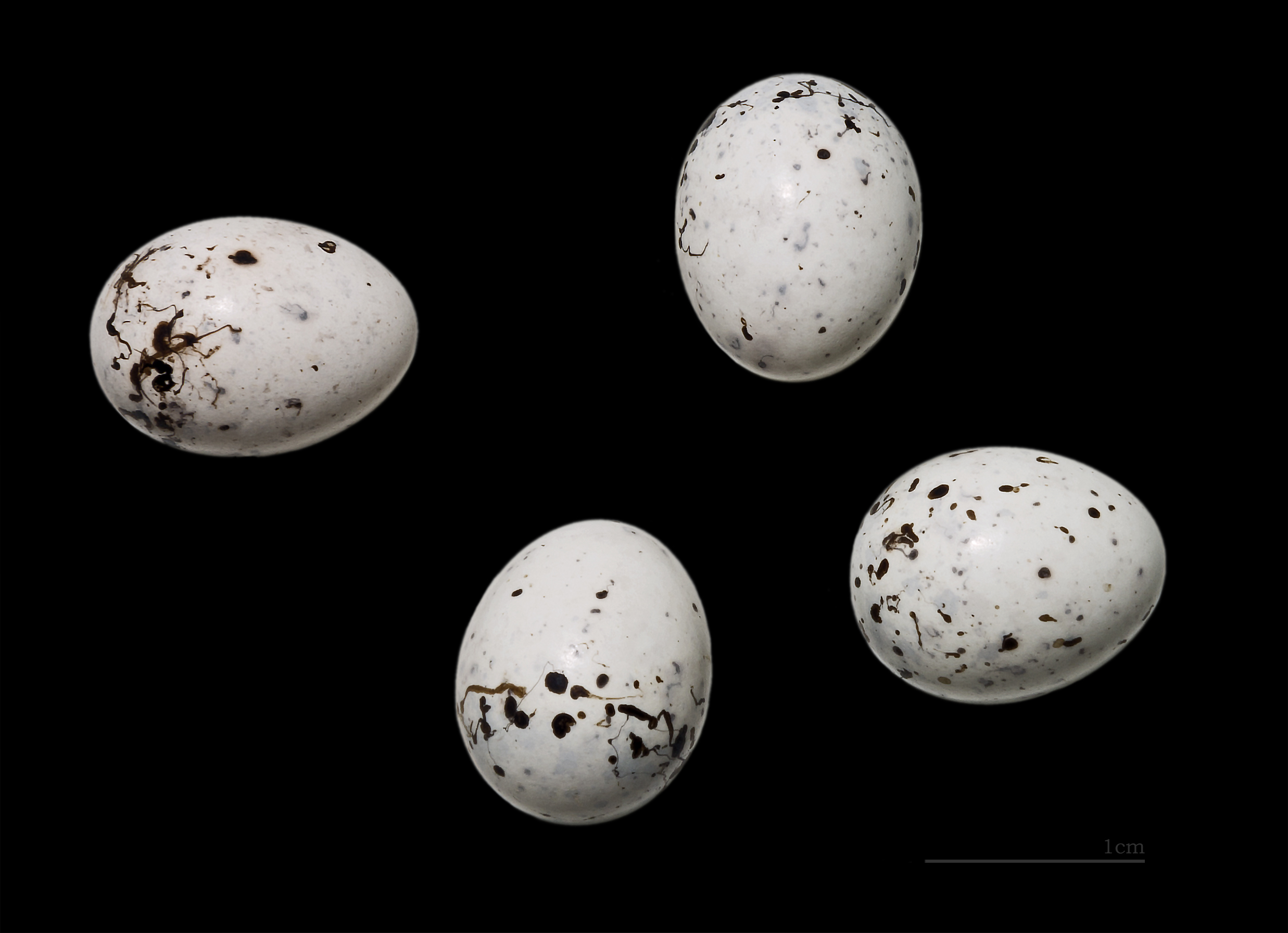